# Starokatolická církev na Slovensku
Starokatolická církev na Slovensku (SKC) je křesťanská církev působící na Slovensku hlásící se ke starokatolickému hnutí, které vzniklo v 19. století. V roce 2011 se k ní přihlásilo 1 687 osob. V roce 2021 to bylo 1 778 osob (jedná se o 91 lidí více). Od roku 2004 není členkou Utrechtské unie starokatolických církví.

## Historie

### Vznik samostatné Starokatolické církve na Slovensku (1995–2004)
Na Slovensku historicky Starokatolická církev nikdy neexistovala. Starokatolická církev na Slovensku až do roku 1995 tvořila jeden celek s českou starokatolickou církví. Samostatná slovenská církev vznikla až v roce 1995 jako samostatný subjekt v důsledku rozdělení Československa. 

### Odchod z Utrechtské unie starokatolických církví (2004)
Podle Utrechtské unie byla vyloučena, neboť její tehdejší biskup Augustin Bačinský se nechal vysvětit biskupem Apoštolské episkopální církve v Portugalsku (dnes zvané Starokatolická církev v Portugalsku) Antóniem José Da Costa Raposem, jehož Utrechtská unie považuje za biskupa vysvěceného neregulérním způsobem (vakantního biskupa). Podle vlastních slov Starokatolická církev na Slovensku Utrechtskou unii opustila v důsledku nesouhlasu se svěcením žen a partnerstvími osob stejného pohlaví. Následně vznikla Světová rada národních katolických církví.  

### Začátek působení české starokatolické církve (2016)
Od roku 2004 na Slovensku nepůsobila žádná starokatolická církev s členstvím v Utrechtské unii. To se změnilo v březnu 2016, kdy pod názvem Starokatolíci v Bratislavě začala misijně působit Starokatolická církev v České republice. Toto společenství, jež od léta 2020 nese název Starokatolická delegatura Utrechtské unie na Slovensku,    
vede kněz Martin Kováč. Tato církev není státem registrovaná a netvoří jeden celek se Starokatolickou církví na Slovensku.

## Učení a liturgie
Starokatolíci uznávají jako základ učení Utrechtské prohlášení starokatolických biskupů z roku 1889. Starokatolická církev na Slovensku se stejně jako ostatní starokatolické církve hlásí k ideálu nerozdělené církve (mezi Západem a Východem jakož i mezi katolicismem a protestantismem). Vyznává Apoštolské, Nicejsko-konstantinopolské a Atanášovo vyznání. Udělují sedm svátostí: křest, Eucharistii, biřmování, zpověď, kněžství, manželství a pomazání nemocných. Mše Starokatolické církve na Slovensku se od římskokatolických liší v tom že mají obecnou zpověď, podávají přijímání podobojí a v liturgii nezmiňují papeže. Kromě obecné zpovědi je možná i ušní. Celibát jáhnů, kněží i biskupů je dobrovolný, a to i po svěcení. Starokatolická církev na Slovensku nemá vlastní misál, mše slouží podle Římskeho misálu.  
Starokatolická církev na Slovensku je názorově konzervativní a staví se odmítavě ke svěcení žen a k partnerství osob stejného pohlaví.

## Organizace
Starokatolická církev na Slovensku má episkopálně-synodální zřízení. Synod má deset členů (pět laiků a pět duchovních). Synod se svolává jednou dva roky. Synod také volí biskupa. Předsedou synody je biskup. 
Starokatolická církev na Slovensku v rámci Světové rady národních katolických církví (SRNKC) spadá pod Církevní provincii svatého Metoděje na jejímž čele stoji arcibiskup a metropolita (do 19. ledna 2021 to byl Augustin Bačinský, v současnosti je ním Vlastimil Šulgan). Do provincie taktéž spadají:
- Generální vikariát SKC v Rakousku (biskup Hans Jörg Peters)
- Generální vikariát SKC v Česku, zvaný též Apoštolská episkopální církev katolická v ČR (biskup Vlastimil Šulgan)

Starokatolická církev na Slovensku má jedinou farnost v Nitře, kde též sídlí kapitula. Nevlastní žádný kostel a bohoslužby se konají v církevním domě v Nitře.                                                                                                                                                                                  
Do SRNKC spadají dále tyto provincie:
Církevní provincie svatého Kryštofa
- Starokatolická církev v Chorvatsku
- Chorvatská katolická církev Corporis Christi v Kanadě
- Ortodoxní starokatolický generální vikariát svatého Metoděje
- Starokatolická církev v Bosně a Hercegovine
- Starokatolická komunita v Maďarsku

Církevní provincie svatého Michala archanděla
- Evangelická luterská církev augsburského vyznání v Rusku

## Představitelé
- Augustin Bačinský († 19. ledna 2021) – první arcibiskup církve. Arcibiskupem byl až do konce svého života, poté ho ve funkci nahradil Vlastimil Šulgan.
- Vlastimil Šulgan –  od roku 2021 biskup Starokatolické církve na Slovensku (vysvěcen biskupem r. 2015), biskup Apoštolské episkopální církve katolické v ČR
- Štefan Záhradník – generální vikář Starokatolické církve na Slovensku